# Narcissus gigas
Narcissus gigas är en amaryllisväxtart som först beskrevs av Adrian Hardy Haworth, och fick sitt nu gällande namn av Ernst Gottlieb von Steudel. Narcissus gigas ingår i släktet narcisser, och familjen amaryllisväxter. Inga underarter finns listade i Catalogue of Life.